# رود ایچیلو
رود ایچیلو رودی است که به رود ماموره می‌ریزد. این رود از کشور بولیوی می‌گذرد.